# 明知町 (春日井市)
明知町（あけちちょう）は、愛知県春日井市の地名。

## 地理
春日井市北東部に位置する。北西は小牧市、北東は西尾町、南西は神屋町、南東は廻間町に接する。

### 学区
市立小・中学校に通う場合、学区は以下の通りとなる。また、公立高等学校に通う場合の学区は以下の通りとなる。
| 番・番地等 | 小学校               | 中学校               | 高等学校 |
| ---------- | -------------------- | -------------------- | -------- |
| 全域       | 春日井市立西尾小学校 | 春日井市立坂下中学校 | 尾張学区 |

## 歴史

### 人口の変遷
国勢調査による人口および世帯数の推移。
| 1995年（平成7年）  | 324世帯 1325人 |  |
| 2000年（平成12年） | 297世帯 1371人 |  |
| 2005年（平成17年） | 282世帯 1419人 |  |
| 2010年（平成22年） | 305世帯 1183人 |  |
| 2015年（平成27年） | 289世帯 914人  |  |
| 2020年（令和2年）  | 304世帯 876人  |  |

## 交通
- 国道19号[1]
- 愛知県道内津勝川線（旧国道19号）[1]
- 中央自動車道[1]
- 小牧東インター有料道路[1]

## 施設
- 清掃工場[1]
- 老人福祉センター[1]
- 春日井カントリークラブ[1]
- 春日井観光遊園地[1]
- 春日井市民球場[1]
- 県福祉施設明知寮[1]
- 県心身障害者コロニー[1]
- 日吉神社[1]
- 曹洞宗明照寺[1]
- 真言宗醍醐派光明院[1]

### WEB
1. ↑  “愛知県春日井市の町丁・字一覧”.   人口統計ラボ. 2021年8月15日閲覧。
2. 1 2  総務省統計局 (2022年2月10日). “令和2年国勢調査の調査結果(e-Stat) - 男女別人口，外国人人口及び世帯数－町丁・字等” (CSV). 2023年8月2日閲覧。
3. ↑  “愛知県春日井市の郵便番号一覧”.   日本郵便. 2023年10月20日閲覧。
4. ↑  “市外局番の一覧” (PDF).   総務省 (2022年3月1日). 2022年3月22日閲覧。
5. ↑  “学区リスト（町名順）” (PDF).   春日井市. 2023年10月30日閲覧。
6. ↑  “平成29年度以降の愛知県公立高等学校（全日制課程）入学者選抜における通学区域並びに群及びグループ分け案について”.   愛知県教育委員会 (2015年2月16日). 2019年1月14日閲覧。
7. ↑  総務省統計局 (2014年3月28日). “平成7年国勢調査の調査結果(e-Stat) - 男女別人口及び世帯数 －町丁・字等” (CSV). 2021年7月20日閲覧。
8. ↑  総務省統計局 (2014年5月30日). “平成12年国勢調査の調査結果(e-Stat) - 男女別人口及び世帯数 －町丁・字等” (CSV). 2021年7月20日閲覧。
9. ↑  総務省統計局 (2014年6月27日). “平成17年国勢調査の調査結果(e-Stat) - 男女別人口及び世帯数 －町丁・字等” (CSV). 2021年7月21日閲覧。
10. ↑  総務省統計局 (2012年1月20日). “平成22年国勢調査の調査結果(e-Stat) - 男女別人口及び世帯数 －町丁・字等” (CSV). 2021年7月21日閲覧。
11. ↑  総務省統計局 (2017年1月27日). “平成27年国勢調査の調査結果(e-Stat) - 男女別人口及び世帯数 －町丁・字等” (CSV). 2021年7月21日閲覧。

### 書籍
1. 1 2 3 4 5 6 7 8 9 10 11 12 13 14 15 16  「角川日本地名大辞典」編纂委員会 1989, p. 1645.